# Alfredo Morales (Fußballspieler, 1952)
Alfredo Morales Zapata (* 10. Dezember 1952 in Gómez Palacio, Durango), auch bekannt unter dem Spitznamen Harapos, ist ein ehemaliger mexikanischer Fußballspieler auf der Position eines Innenverteidigers, der gelegentlich auch im defensiven Mittelfeld eingesetzt wurde.

## Leben
Morales wuchs zunächst in Tijuana und später in Los Angeles auf. 1970 absolvierte er ein Probetraining bei Atlas Guadalajara, wo er jedoch keinen Vertrag erhielt. Stattdessen wurde er vom in der zweiten Liga spielenden Stadtrivalen CD Nacional verpflichtet. Als der Verein sich nach der Saison 1971/72 kurzzeitig aus dem Spielbetrieb der Segunda División zurückzog, kam Morales beim in der ersten Liga spielenden Stadtrivalen CSD Jalisco unter, bei dem er bis 1976 blieb. Für die Saison 1976/77 bekam er einen Vertrag bei den UANL Tigres und ein weiteres Jahr später unterschrieb Morales beim CD Zacatepec, bei denen er bis zum Ende seiner aktiven Laufbahn blieb und bei denen er später auch vorübergehend als Trainer im Einsatz war. Mit Zacatepec gewann er zweimal die Zweitligameisterschaft, die zum Aufstieg in die höchste Spielklasse berechtigte, in der Morales somit noch einmal von 1978/79 bis 1982/83 sowie in der Saison 1984/85 zum Einsatz kam.

## Spitzname
Seinen Spitznamen „Harapos“ (dt. Der Zerzauste) erhielt er von seinem Trainer beim Club Deportivo Nacional, weil Morales diesen wegen seiner damals üppigen Haarpracht an den Komiker Mario García erinnerte.

## Erfolge
- Mexikanischer Zweitliga-Meister: 1977/78, 1983/84